# Max von Seydewitz (General)

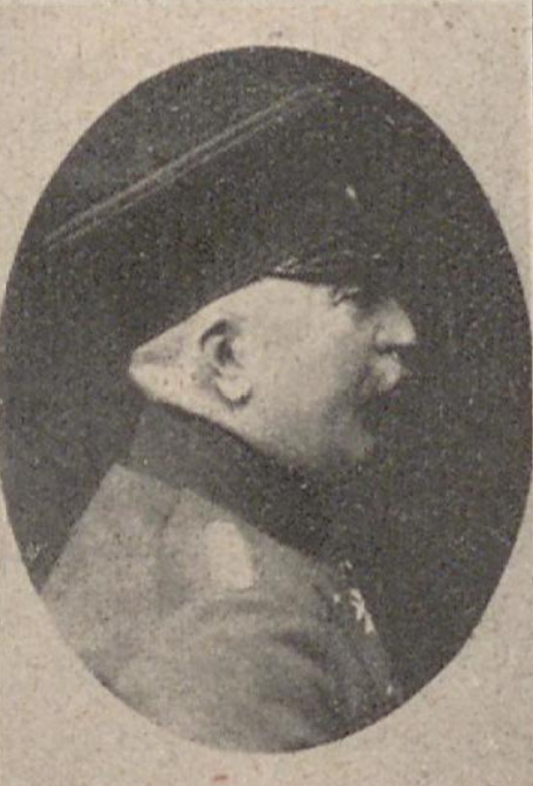
Max von Seydewitz

Max Karl Kurt von Seydewitz (* 28. April 1857 in Lauterbach; † 12. Mai 1921) war ein sächsischer General der Infanterie.

## Leben

### Herkunft
Max stammte aus dem meißnischen Uradelsgeschlecht von Seydewitz und war ein Sohn des Rittergutsbesitzers Kurt von Seydewitz (1814–1863) und dessen Gemahlin Helene, geborene von Kiesewetter († 1897). Max hatte fünf Schwestern und sechs Brüder. Zu letzteren zählen der Pirnaer Superintendent Hans von Seydewitz (1849–1910), der Staatsminister Ernst von Seydewitz, Kultusminister Paul von Seydewitz (1843–1910) und der Chemnitzer Oberregierungsrat Karl von Seydewitz.

### Karriere

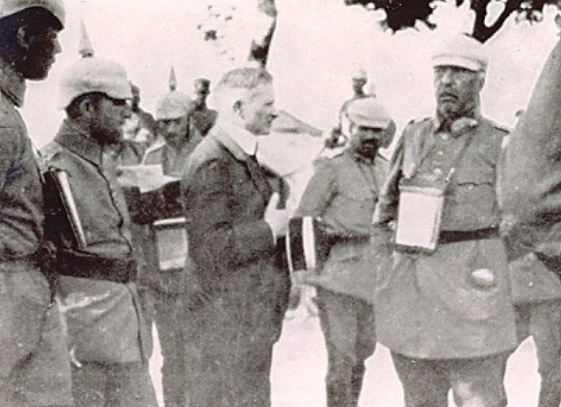
Max von Seydewitz (1. v. r.)

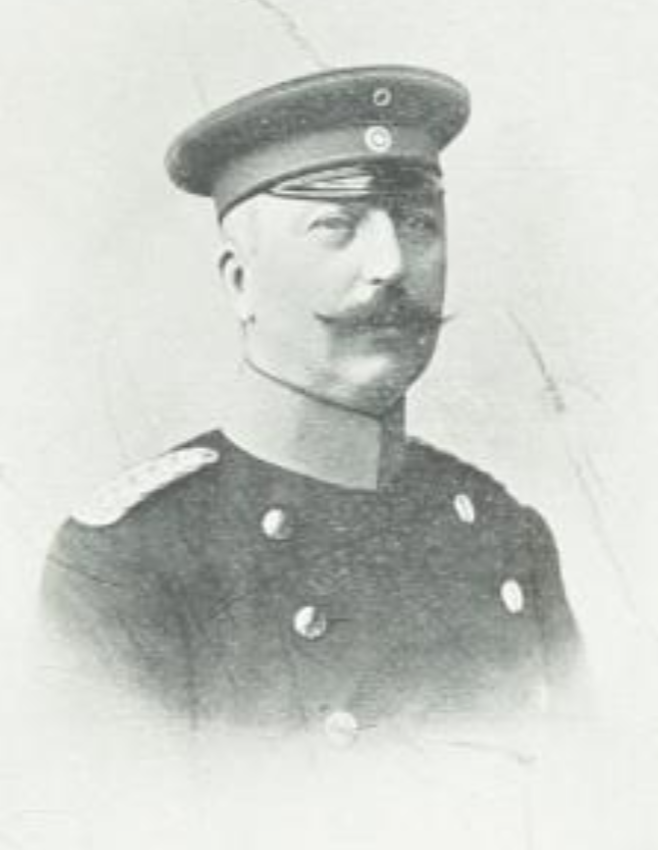
Max von Seydewitz als Generalstabsoffizier in jüngeren Jahren

Er siedelte mit seinen Geschwistern und seiner Mutter nach dem Tod seines Vaters nach Tharandt über, wo er seine Kindheitsjahre verbrachte. Ab Ostern 1871 besuchte er für sechs Jahre die Fürstenschule St. Afra in Meißen, wo ihm eine für Geist und Charakter gleich gediegene Bildung zuteilwurde. Nach Erwerbung des Zeugnis der Reife im Jahre 1877 trat er als Avantageur in das 1. Jäger-Bataillon Nr. 12 der Sächsischen Armee in Freiberg ein und wurde nach Besuch der Kriegsschule Engers im Herbst 1878 zum Sekondeleutnant befördert. Er verbrachte die nächsten Jahre, mit Unterbrechung als Erzieher am Dresdener Kadettenhaus in den Jahren 1881 bis 1885, in Freiberg. Ab Oktober 1888 absolvierte Seydewitz zur weitere Ausbildung für drei Jahre die Preußische Kriegsakademie in Berlin, wo er nach Rückkehr zum Hauptmann und Kompaniechef beim Pionier-Bataillon Nr. 12 in Dresden befördert wurde. 1893 wurde er Adjutant der 4. Infanterie-Brigade Nr. 48 in Leipzig und 1895 Kompaniechef beim 3. Jäger-Bataillon Nr. 15 in Wurzen. 1897 wurde er zur Eisenbahnabteilung des Großen Generalstabes in Berlin kommandiert, wo 1899 seine Beförderung zum Major unter gleichzeitiger Versetzung als Linienkommissar nach Dresden folgte. Aus dieser Dienststellung heraus erfolgte 1900 seine Versetzung in den Generalstab unter Verwendung zunächst bei der 2. Division Nr. 24 und ab 1902 beim Generalkommando des XIX. (II. Königlich Sächsisches) Armee-Korps in Leipzig. Nach Beförderung zum Oberstleutnant im Jahr 1905 wurde er zum Kommandeur seines Stamm-Bataillons, dem 1. Jäger-Bataillon Nr. 12 in Freiberg ernannt. Er blieb nicht lange in dieser Stellung und wurde 1906 als Chef der Allgemeinen Armeeabteilung in das Kriegsministerium berufen. 1909 wurde er unter Beförderung zum Oberst als Nachfolger von Alban von Kospoth zum Kommandeur des Schützen-(Füsilier-)Regiment „Prinz Georg“ Nr. 108 ernannt. Unter Beförderung zum Generalmajor im Jahre 1912 wurde er Kommandeur der 8. Infanterie-Brigade Nr. 89 in Zwickau.
Nach Ausbruch des Ersten Weltkrieges rückte er mit seiner Brigade und dem Charakter eines Generalleutnants an die Front und nahm an dem Vormarsch durch Belgien und Nordfrankreich und den anschließenden Stellungskämpfen teil. Besonders zeichnete er sich durch seine Führung bei dem Nachtgefecht bei Willerzie im August 1914, dem Gefecht bei Le Pré Boulet im selben Monat und den Gefechten bei Sémide in der Champagne im September desselben Jahres aus. Er wurde deshalb für seine Verdienste am 15. Oktober 1914 mit dem Ritterkreuz des Militär-St.-Heinrichs-Ordens ausgezeichnet. Er wurde am 20. Dezember 1914 mit der Führung der neuaufgestellten preußischen 75. Reserve-Division in Baden betraut und nahm mit diesem Verband an entscheidender Stelle an der Winterschlacht in Masuren im Februar 1915 teil. Generalfeldmarschall Paul von Hindenburg zollte ihm die Anerkennung, die ihm nach den Leistungen der Truppe gebührte, und veranlasste, dass ihm das Komturkreuz des Militär-St.-Heinrichs-Ordens verliehen wurde. Er bildete später mit seiner Division und ihm zugeteilten Regimentern das sogenannte Korps Seydewitz, womit er sich am Vormarsch durch Białystok bis nach Vilnius beteiligte. Im Herbst 1917 wurde er Gouverneur der Provinz Lüttich und noch Ende desselben Jahres zum Etappen-Inspekteur der 5. Armee ernannt. Er blieb noch bis zur Novemberrevolution in dieser Eigenschaft und erhielt den Charakter als General der Infanterie.
Im Januar 1919 wurde er nach einer Ansprache in der Berliner Garnisonskirche zum Vorsitzenden des Deutschnationalen Jugendbund ernannt und blieb bis zu seinem Tode in dieser Position. Er wurde auf dem Garnisonsfriedhof in Dresden begraben.

### Familie
Er heiratete am 9. April 1890 in Freiberg Coralie Elisabeth Bilharz, Tochter des Freiberger Oberbergrats und Direktors Oskar Anton Bilharz. Aus der Ehe entstanden zwei Töchter und ein Sohn Rolf, der bereits 1933 als Hauptmann a. D. verstarb und kinderlos die Witwe Carola von Haugk hinterließ. Rolf von Seydewitz war ein guter Freund des Schriftstellers Ludwig Renn. Die ältere Tochter Irmgard war mit dem Offizier Eberhard von Haugk liiert. Die Tochter Erika war zweimal verheiratet, zuerst mit dem kaufmännischen Direktor und Leutnant a. D. Rochus Freiherr von Rheinbaben, der 1937 starb, und in zweiter Ehe 1939 mit dem Botschafter Otto von Erdmannsdorff.